# Associação Desportiva do Carregado
Maillots
L'Associação Desportiva do Carregado est un club de football portugais basé à Carregado.

## Historique
Lors de la saison 2009/2010, le club joue pour la toute première fois en Liga Vitalis (D2) après la rétrogradation du Boavista en 3e division.